# Etoys (linguagem de programação)
Etoys é um ambiente computacional para crianças e uma  linguagem de programação orientada a  objetos para uso na educação. Proporciona autoria de mídia com um modelo de objeto suportado por uma linguagem de script para muitos objetos diferentes que podem rodar em plataformas diferentes. É software livre e de código aberto.

## Breve histórico do EToys
- A linguagem Squeak foi originalmente desenvolvida na Apple, em  1996, por Dan Ingalis.

- Squeak é uma implementação do Smalltalk orientada a objetos, baseada em classes e reflexiva, derivada do Smalltalk-80 da Apple. Alguns dos desenvolvedores originais do Smalltalk-80, incluindo Dan Ingalls, Ted Kaehler e Alan Kay, criaram o Etoys. A equipa também incluía Scott Wallace e John Maloney.

- O Squeak 4.0 foi lançado sob a Licença MIT, com algumas das partes originais da Apple permanecendo sob a Licença Apache. Adições devem estar sob a licença MIT.

- O artigo "Back to the Future: the story of Squeak, a practical Smalltalk written in itself”[1] por Dan Ingalls, Ted Kaehler, John Maloney, Scott Wallace e Alan Kay foi apresentado na OOPSLA, Atlanta, Georgia, em 1997, por Dan Ingalls.

- O Squeak migrou para a Disney Imagineering Research em 1996.

- O desenvolvimento do EToys na Disney iniciou e foi dirigido por Alan Kay com um entendimento construtivista de aprendizagem construtivista, influenciado por Seymour Papert e pela linguagem de programação Logo.

- A equipa de desenvolvimento original do EToys na Disney incluía Scott Wallace, Ted Kaehler, John Maloney e Dan Ingalls.

- O Etoys influenciou o desenvolvimento de outro ambiente de  programação educacional baseado no Squeak, o Scratch, que foi desenvolvido no MIT após Mitchell Resnick ter convidado John Maloney, da equipa de desenvolvimento original do Etoys, a vir para aquela instituição.

- O Etoys migrou para a Viewpoints Research Institute, fundado em 2001, com o objetivo de melhorar a educação das crianças internacionalmente e avançar o estado dos sistemas de pesquisa e da computação pessoal.[2]

- No período de 2006 a 2007, o Etoys foi utilizado pelo projeto OLPC em seu laptop educacional XO-1. Foi pré-instalado em todas as máquinas XO-1.

- O artigo “Etoys for One Laptop Per Child”,[3] por Bert Freudenberg, Yoshiki Ohshima e Scott Wallace, foi apresentado em Janeiro de 2009 durante a Seventh Annual International Conference on Creating, Computing, Connecting, and Collaborating through Computing, na Universidade de Kyoto, em Kyoto, no Japão.

- Neste mesmo ano, a Fundação Squeakland foi criada pela Viewpoints Research, Inc. como um passo inicial para continuar encorajando o desenvolvimento e o uso do Etoys como um meio educacional.[4]

- A Viewpoints Research Institute patrocinou a Fundação Squeakland em 2009, que foi lançada como uma entidade separada em Janeiro de 2010.

## Motivos e influências
O desenvolvimento do Etoys foi inspirado e dirigido por Alan Kay e por seu trabalho para dar suporte e desenvolver uma ferramenta para o aprendizado construtivista. Influências primárias incluem Seymour Papert e a linguagem Logo, que é uma variação da linguagem de programação Lisp otimizada para utilização educacional; trabalhos feitos no Centro de Pesquisas da Xerox em Palo Alto, Smalltalk, HyperCard e StarLogo. A abordagem  arrastar-e-soltar baseada em ladrilhos é muito similar ao AgentSheets. Scott Wallace é o principal autor. A promoção e o desenvolvimento do Squeak Etoys são coordenados pelo Viewpoints Research Institute, uma organização educacional sem fins lucrativos dos EUA.
O Etoys foi a principal influência de um ambiente de programação similar baseado em Squeak, o Scratch, que foi projetado com o código do Etoys no começo do século XXI pelo MIT Media Lab. O objetivo inicial era sensibilizar os entusiastas em clubes de informática.

## Recursos

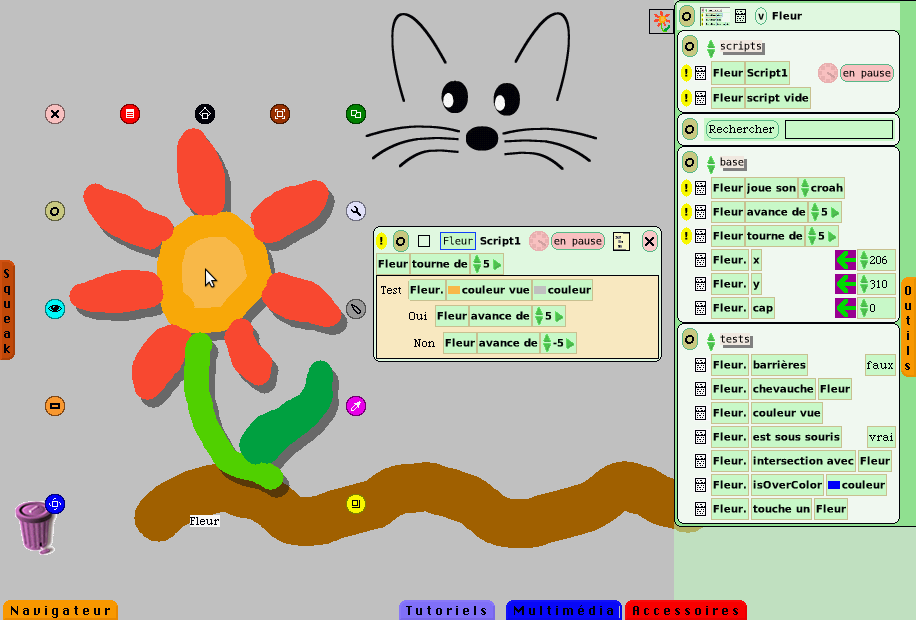

O sistema Etoys é baseado na ideia de entidades digitais programáveis que se movimentam na tela do computador.
Etoys fornece um ambiente de autoria rico em mídia, com um modelo de objeto simples e potente para muitos tipos de objetos criados pelo próprio usuário: gráficos bidimensionais e tridimensionais, imagens, texto, partículas, apresentações, páginas web, vídeos, sons e MIDI. É possível compartilhar a área de trabalho com outro usuário do Etoys em tempo real, junto com várias outras formas de compartilhamento e tutoria, com as atividades realizadas através da Internet.
Está disponível em vários idiomas e foi usado com sucesso nos Estados Unidos, na Europa, na América do Sul, no Japão, na Coreia do Sul, na Índia, no Nepal, na Etiópia e em outros lugares.

## Versões
Todas as diferentes versões do Etoys são baseadas em linguagens de programação orientadas a objetos. O Squeak Etoys pode ser utilizado em mais de 20 plataformas. Existem versões escritas em três linguagens de programação. A original e mais usada é baseada no Squeak, uma variação do Smalltalk. A segunda também é baseada no Squeak, mas usa o ambiente de programação opcional Tweak ao invés do ambiente Morphic, padrão do Squeak. Uma terceira é baseada na linguagem de programação Python e é chamada de PataPata, mas foi abandonada por seu autor.
Em 2006 e 2007 a versão Morphic do Squeak foi adaptada para distribuição no laptop educacional XO-1, também conhecido como O Laptop de 100 Dólares. O Viewpoints Research Institute participa da associação One Laptop per Child e o Etoys está pré-instalado em todos os laptops XO-1.
A licença é software livre e de código aberto.
Desde 2010 o Etoys 4 está em conformidade com as exigências dos sistemas livres e de código aberto, semelhante a várias distribuições de Linux.
Em 1996, a Apple lançou Squeak sob a sua "Squeak License", que não foi qualificada como inteiramente software livre, devido à presença de uma cláusula de indenização. O código fonte estava disponível e modificações eram permitidas.
Em Maio de 2006, a Apple relicenciou o núcleo do Squeak sob a licença Apache 2.0, graças a Steve Jobs, Dan Ingalls e Alan Kay. A Viewpoints Research coletou acordos de relicenciamento escritos de muitas centenas de contribuidores sob a Licença MIT e todo o código no Etoys não explicitamente coberto por um acordo de relicenciamento foi removido, reescrito ou revertido para uma versão anterior, trabalho realizado principalmente por Yoshiki Ohshina. O Squeak Etoys é atualmente inteiramente livre e de código aberto.